# 張璐
張 璐（ちょう ろ、1977年 - ）は、中華人民共和国の通訳士。

## 経歴
1977年、張璐は山東省済南市の知識人家庭に生まれ、母親は病院を退職し、父親は地元の鉄道部門で働いている。張璐は日本人の血統の4分の1を持っている。燕山中学、山東省実験中学を経て、2000年、外交学院国際法系を卒業。
2007年、元外交部長の李肇星の記者会見で張璐は通訳を務めた。2008年、四川省の汶川地震後、張璐は国務院新聞弁公室の通訳を務めた。2009年、張璐は温家宝総理の世界経済フォーラムと欧州4カ国での通訳を務めた。同年、元外交部長の楊潔篪の記者会見で張璐は通訳を務めた。コペンハーゲン気候大会で張璐は温家宝総理の通訳を再び務めた。
2010年、楊潔篪の記者会見で張璐は通訳した。3月14日、張璐は温家宝の記者会見の通訳を務めた。10月31日、張璐は上海国際博覧会に出席した温家宝の通訳を務めた。11月12日、張璐は2010年アジア競技大会に出席した温家宝の通訳を務めた。
2011年3月14日、張璐は温家宝の記者会見の通訳を務めた。
2012年3月14日、張璐は温家宝の記者会見の通訳を務めた。
2021年4月、中華人民共和国外交部翻訳司副司長に昇格。2024年1月に退任。